# 伊達赤十字看護専門学校
伊達赤十字看護専門学校（だてせきじゅうじかんごせんもんがっこう）は、北海道伊達市にあった私立の専修学校。運営母体は日本赤十字社。特徴的な授業として、赤十字活動論や日本赤十字社救急法を学習する授業があった。

## 沿革
- 1944年（昭和19年）4月 - 伊達赤十字病院看護婦講習所を開所。
- 1951年（昭和26年）8月 - 伊達赤十字乙種看護学院と改称。
- 1952年（昭和27年）9月 - 伊達赤十字高等看護学院と改称。
- 1959年（昭和34年）11月 - 各種学校として認可。
- 1976年（昭和51年）7月 - 伊達赤十字看護専門学校と改称。保健婦助産婦看護婦法ならびに学校教育法に基づく医療専門課程を設置する専修学校となる。
- 1995年（平成7年）- 専門士の称号が付与できる専修学校の専門課程として認可。
- 2024年（令和6年）3月 - 閉校。

## 学科
- 専門課程 看護学科 3年課程

赤十字社奨学金
- 日本赤十字社看護師同方会奨学資金

## 取得できる資格・免許状
- 看護師 国家試験受験資格
- 保健師・助産師の養成機関受験資格
- 養護教諭免許一種の養成機関（看護系）受験資格
- 専門士（医療専門課程）の称号[1]
- 四年制大学編入学受験資格

## 交通アクセス
- JR室蘭本線伊達紋別駅より道南バス乗車、バス停「日赤前」にて下車、約5分程度。